# Dina (Bijbelse persoon)

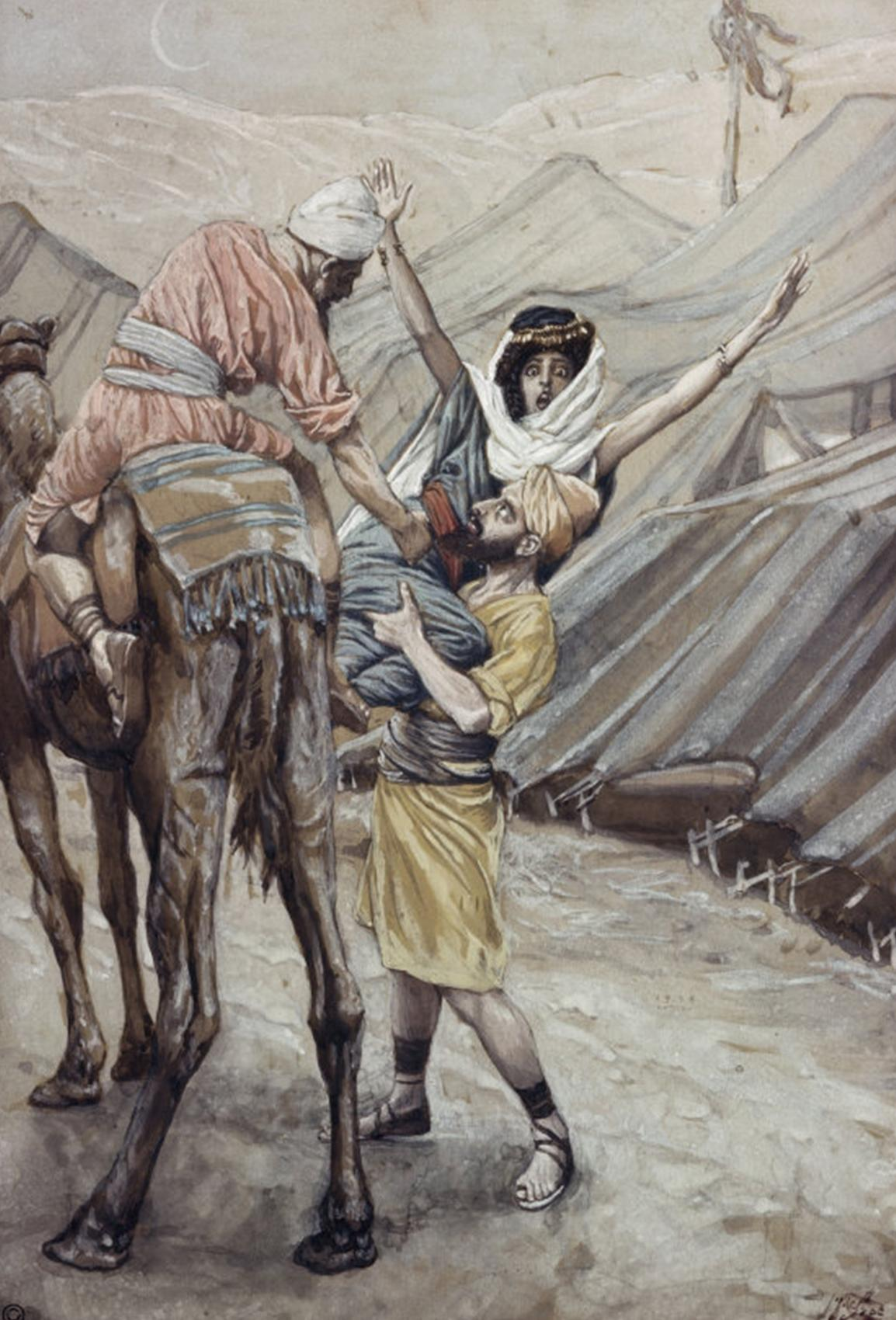
Sichem ontvoert Dina (James Tissot)

Dina (Hebreeuws:  דִּינָה, "berecht") is een persoon uit de Hebreeuwse Bijbel uit het Bijbelboek Genesis. Ze was de enige dochter van aartsvader Jakob. Haar moeder was Lea.

## Dina en Sichem
Het verhaal over Dina en Sichem staat in Genesis 34:1-31: Toen Jakob en zijn gevolg neerstreken in het land Kanaän, ging Dina kijken bij de meisjes van dat land. De Chiwwiet Sichem, zoon van Hemor, verkrachtte haar. Daarna werd hij verliefd op haar. Hemor vroeg vervolgens aan Jakob en zijn zonen of Sichem met Dina mocht trouwen. Dat mocht, maar alleen als alle mannen van de stad van Hemor en Sichem al hun rituelen zouden volgen, inclusief de besnijdenis. Toen alle mannen van de stad na hun besnijdenis met wondkoorts op bed lagen, slopen Jakobs zonen Simeon en Levi de stad binnen en moordden hen uit. De vrouwen, kinderen, het vee en alle bezittingen werden meegenomen. Ook Dina werd uit het huis van Hemor en Sichem meegenomen.